# Savkuz Dzarasov
Savkuz Dzaboevič Dzarasov (in russo Савкуз Дзабоевич Дзарасов?; Zilga, 5 gennaio 1930 – 12 luglio 1990) lottatore sovietico, dal 1991, russo, specializzato nella lotta libera.

## Biografia
Ai mondiali di Teheran 1959 vinse la medaglia di bronzo, concludendo alle spalle del bulgaro Ljutvi Achmedov e del turco Hamit Kaplan.
Rappresentò l'Unione Sovietica ai Giochi olimpici estivi di Roma 1960, vincendo il bronzo nel torneo dei pesi massimi.

## Palmarès
| Anno | Manifestazione  | Sede    | Evento                      | Risultato | Note |
| ---- | --------------- | ------- | --------------------------- | --------- | ---- |
| 1959 | Mondiali        | Teheran | Pesi medio-massimi (-87 kg) | Bronzo    |      |
| 1960 | Giochi olimpici | Roma    | Pesi massimi (+87 kg)       | Bronzo    |      |